# Sint-Walburgastraat
De Sint-Walburgastraat is een straat in Brugge.

## Beschrijving
Op de hoek van de Riddersstraat stond de Sint-Walburgakerk. In 1239 was het de kerk geworden van een zelfstandige parochie, genomen uit de moederparochie van Sint-Salvator.
In de documenten vindt men:
- 1251: in platea Sancti Walburgi;
- 1305: in Sinte Wouburghen strate.

In 1778 was de kerk niet meer erg stevig en dreigde er zelfs instorting. Er werd beslist de Franciscus-Xaveriuskerk van de afgeschafte jezuïetenorde als parochiekerk over te nemen en er de naam van Sint-Walburga op over te dragen. De oude kerk werd afgebroken en er werden op de vrijgekomen plek woningen gebouwd.
De Sint-Walburgastraat loopt van de Wapenmakersstraat naar de Riddersstraat.

## Bekende bewoners
- Maurice Geûens